# 840 Зенобія
840 Зенобія (840 Zenobia) — астероїд головного поясу, відкритий 25 вересня 1916 року.
Тіссеранів параметр щодо Юпітера — 3,181.
Названо на честь Зенобії Пальмірської (дав.-гр. Ζηνοβία, лат. Zenobia Septimia, араб. زنوبيا, латиніз. Zainab, 240 — після 274) — володарки Пальмірського царства у 267—272 рр.